# فامارا ديدهيو
فامارا ديدهيو (بالفرنسية: Famara Diedhiou)‏ (مواليد 15 ديسمبر 1992) هو لاعب كرة قدم سنغالي محترف، يلعب مع نادي الدوري الفرنسي الدرجة الأولى أنجيه كمهاجم.

## روابط خارجية
- فامارا ديدهيو على موقع اتحاد تركيا (لاعب) (الإنجليزية)
- فامارا ديدهيو على موقع قاعدة بيانات كرة القدم.إي يو (الإنجليزية)
- فامارا ديدهيو على موقع بيانات كرة القدم. دي إي (الألمانية)
- فامارا ديدهيو على موقع ليكيب (الفرنسية)
- فامارا ديدهيو على موقع ناشيونال فوتبول تيمز (الإنجليزية)
- فامارا ديدهيو على موقع Soccerbase.com (لاعب) (الإنجليزية)
- فامارا ديدهيو على موقع Soccerway.com (الإنجليزية)
- فامارا ديدهيو على موقع عالم كرة القدم.نت (الإنجليزية)
- فامارا ديدهيو على موقع AS.com (الإسبانية)